# Predia
predia（プレディア）は、かつて存在した日本の女性アイドルグループ。プラチナム・パスポート所属。2010年に「pre-dia」として結成、2011年12月に「predia」へ改名した。2022年6月に解散。
「可愛いだけじゃ物足りない、大人の遊び場へようこそ」をキャッチフレーズに、色気を武器にしたパフォーマンスを魅せる大人系セクシーユニットである。

## 概要
PASSPO☆の姉妹ユニットとして、2010年11月に結成。グループ名はダイヤモンド（dia）の原石（pre）に由来する。「pre-dia」として結成したが、2011年12月にハイフンを抜いた「predia」へ改名した。2014年8月6日に日本クラウンからメジャーデビュー。
ライブを「パーティー」と呼び、ステージではハイヒールを履いてパフォーマンスを行った。
インディーズ時代はリーダー（和泉テルミ）、副リーダー（岡村明奈、湊あかね）としていたが、メジャーデビュー以降は廃止している。

## 略歴
2010年
11月23日、morph-tokyoで開催されたPASSPO☆のワンマンライブで、オープニングアクトとしてお披露目。
2011年
1月26日、デビューシングル「Dia Love」を発売。
4月6日、あっ!とおどろく放送局で、初の冠番組『20-dia』が放送開始。
9月19日、渋谷WWWでの『1stワンマンparty』をもって、石井由希子が卒業。また、桜子が加入。
2012年
1月14日、Shibuya O-WESTでの『4thワンマンparty』をもって、馬越幸子が卒業。また、林弓束、與坂唯が加入。
3月28日、1stアルバム『Invitation』を発売。
7月1日、公式ブログにて、與坂唯の卒業を発表。
11月9日、公式ブログにて、村上麻莉奈の卒業を発表。
2013年
10月7日、初のライブDVD『predia LIVE DVD SHIBUYA-AX PARTY ON MAY 3, 2013』を発売。
11月10日、『アイドル☆リーグ!』内の企画で内田理央がprediaに1か月間留学を行い、同日のワンマンpartyでお披露目を行った。
2014年
1月18日、和泉テルミ、竹田愛が卒業することを発表。
2月22日、TSUTAYA O-WESTでの『predia party “The graduation party of Terumi & Megumi”』をもって、和泉テルミ、竹田愛が卒業。また、2014年夏にメジャーデビューすることを発表。
3月30日、渋谷マウントレーニアホールでの『predia party』をもって、前田ゆうが加入。また、8月に日本クラウンからメジャーデビューすることを発表。
4月5日、ディファ有明での『Tokyo Idol Gate 2014 vol.2』に出演。
4月9日、ベスト・アルバム『Best of predia 2010-2013 〜Reception〜』を発売。
4月29日、TSUTAYA O-WESTでの『predia party』で、メジャーデビューシングル「壊れた愛の果てに」が、8月6日に発売されることを発表。
8月6日、メジャーデビューシングル「壊れた愛の果てに」を発売。
9月15日、predia party@渋谷マウントレーニアホールにて2ndシングル「美しき孤独たち」を初披露。
11月23日、predia 4th Anniversary party@新宿ReNYにて「名もなき白い花は消え逝く」「You're My Hero」の2曲を初披露。
2015年
1月11日、幕張メッセ国際展示ホール・イベントホールでのカスタムカーイベント『東京オートサロン2015 with NAPAC』のライブに出演。
1月31日、新橋ヤクルトホールで、ワンマンライブ『predia party』を開催。
2月18日、メジャー1stアルバム『孤高のダリアにくちづけを』を発売。
6月21日、プラチナム・パスポート主催イベント『1coin SHOWCASE in 恵比寿ザ・ガーデンホール』にトリとして出演。
12月29日、5周年ワンマンライブ『predia 5th Anniversary party』を、Zepp Tokyoで開催。
2016年
4月29日、松本ルナが体調不良でドクターストップがかかり、活動休止を発表。
9月4日、渋谷Mt.RAINIER HALLでのファンクラブ限定イベント『predia 浴衣 party』で、4月から体調不良で休養中の松本ルナの10月復帰をサプライズ発表。
10月10日、6周年ツアー『predia 6th Anniversary tour』がスタート。この日から、松本ルナが復帰。12月28日まで、6会場6公演を開催。
2017年
1月31日、2月23日、3月28日、shibuya duo musicexchangeで、定期公演『prediaの「ガチプレ」』を開催。
4月16日、全国ツアー『predia release tour 2017 〜ワインとかけて、女と解く。その心は〜』がスタート。7月2日まで、7会場9公演を開催。
9月16日、7周年全国ツアー『predia 7th Anniversary Tour』がスタート。11月23日まで、7会場13公演を開催。
2018年
2月3日、全国ツアー『predia tour 2018 "Fabulous"』がスタート。4月30日まで、8会場10公演を開催。
8月19日、神奈川・三浦海岸に夏季限定でオープンする海の家ライブハウス音霊 OTODAMA SEA STUDIOで、昼夜2部制の『predia×OTODAMA』を開催。昼公演は、彼女たちの楽曲を手がける阿久津健太郎率いる“Special Acoustic team”とによる『predia “SUMMER ACOUSTIC”』、夜公演は、PASSPO☆との最後のツーマンライブ『PASSPO☆ × predia 〜真夏の夜の2マン〜』。
12月19日、メジャーデビュー以降のシングル楽曲を中心に全16曲収録したベスト・アルバム『Best of predia "THE ONE"』を発売。
12月27日、青山、岡村、林、松本が、2019年2月2日に開催される全国ツアー『predia tour "THE ONE"』のファイナル公演をもって、卒業することを発表。青山、岡村、松本は、事務所を退所し、残る6人のメンバーは、新体制で活動を継続していくことが併せて発表された。なお、青山、岡村、林の卒業に伴い、昭和生まれのprediaメンバーは水野まい（1988年(昭和63年)生）を残すのみとなった。
2019年
2月1日、「大人アイドルによる元アイドルのためのセカンドキャリア募集」と銘打ち、アイドルとしての経験を持つ30歳以上の女性を募集する新メンバーのオーディション開催を発表。応募条件には「恋愛自由（節操重要）」「既婚者可」「国籍不問」「学歴不問」といった条項も含まれた。
2月2日、TOKYO DOME CITY HALLで開催された全国ツアー『predia tour "THE ONE"』のファイナル公演をもって、青山、林、岡村、松本が卒業。また、3月9日にヒューリックホール東京で新体制でのライブが開催されること、初夏に本公演の映像作品および新体制でのシングルが発売されることが発表された。
3月1日、日本クラウン内に設立されたレーベル「Revolver records」への参加を発表。
11月6日、発売の数日前から公開されていた10thシングル『シャララ・ナイアガラ』のミュージックビデオがYouTubeにより18禁指定を受け、リリース日当日に公開停止となった。手ブラ、ニップレス姿にボディーペイントなどの過激な演出が原因とされている。当時行われていたライブツアーのファイナルライブ公演後に再編集したものを公開することがオフィシャルサイトにて発表された。
11月24日、関内ホールで行われた『predia 9th anniversary tour 2019 [SHINKA]』のファイナルライブにて、あのんが新メンバーとしてprediaに加入する事が発表された。また、先述の30歳以上の新メンバー募集企画は該当者なしであったことも併せて報告された。このような結果について桜子は「その条件だと“この子だ!”と決めるのが難しかった」と「Billboard JAPAN」のインタビューで明かしている。
2020年
7月5日、3月に開催予定だったライブが新型コロナウイルス感染症の影響で中止となったため、この日より最後に開催された2月のライブから数えて155日振りのワンマンライブ開催となった。また、当時コロナウイルスの流行が未だ収まっていなかったため厳重な感染症対策を取った催しとなった。
9月23日、あのん加入後初となるシングル『東京マドンナ』発売。
11月23日、結成10周年を迎える。プラチナムプロダクションにおける常設のアイドルグループとしては、PASSPO☆の9年間（2009年 - 2018年）を上回り活動期間最長となる。また、同日に10周年記念シングルとして配信限定楽曲『AS ONE』を配信した(後に発売される4thアルバムに収録される)。10年の歩みと想いを詰め込んだメモリアルソングとなる。
2021年
4月7日、医師の診断でダンスなどの激しい運動を伴う活動にドクターストップがかかり、prediaとしての活動を続けることが困難と判断したため、同日付であのんが卒業。
11月17日、2022年6月5日に開催されるファイナルライブを以て解散することを発表。
2022年
6月5日、解散ライブを開催。

## メンバー
| 名前                       | 生年月日（年齢）       | 出身地   | 身長  | 愛称                               | 備考                                                                                           |
| -------------------------- | ---------------------- | -------- | ----- | ---------------------------------- | ---------------------------------------------------------------------------------------------- |
| 水野まい みずの まい       | 1988年8月26日（36歳）  | 千葉県   | 164cm | まいまい 、みずちゃん              | ドリィムシンドロォム、パセリーズ                                                               |
| まえだゆう まえだ ゆう     | 1989年4月20日（36歳）  | 大阪府   | 165cm | ちゃんゆう、ちゃんころぴー、ちゃん | A-class2014、元アスパラベーコン（お笑い）                                                      |
| 村上瑠美奈 むらかみ るみな | 1989年11月8日（35歳）  | 東京都   | 162cm | るみな、るーちゃん、どびどび       | もちとちーず、ラズワルド                                                                       |
| 湊あかね みなと あかね     | 1990年3月20日（35歳）  | 神奈川県 | 162cm | あかねん                           | もちとちーず                                                                                   |
| 桜子 さくらこ              | 1990年8月8日（34歳）   | 千葉県   | 156cm | さくらちょ、らちょ、らっちゃん     | 元FUJI★7GIRLs、ジェンガール、パセリーズ、メンバー内で（元メンバーを含めても）唯一の身長150cm台 |
| 沢口けいこ さわぐち けいこ | 1991年11月29日（33歳） | 東京都   | 160cm | けいたん、けっけ                   | 元FUJI★7GIRLs、オッド・アイ                                                                    |

### 旧メンバー
| 名前                       | 生年月日（年齢）       | 出身地   | 身長  | 脱退               | 備考                                                                 |
| -------------------------- | ---------------------- | -------- | ----- | ------------------ | -------------------------------------------------------------------- |
| 石井由希子 いしい ゆきこ   | 1988年3月14日（37歳）  | 神奈川県 | 165cm | 2011年9月19日      |                                                                      |
| 馬越幸子 うまこし さちこ   | 1991年1月15日（34歳）  | 岡山県   | 165cm | 2012年1月14日      | 後にユルリラポ                                                       |
| 與坂唯 よさか ゆい         | 1988年9月13日（36歳）  | 北海道   | 164cm | 2012年6月30日      |                                                                      |
| 村上麻莉奈 むらかみ まりな | 1990年4月20日（35歳）  | 熊本県   | 166cm | 2012年11月9日      | 後にユルリラポ                                                       |
| 和泉テルミ いずみ てるみ   | 1987年5月21日（38歳）  | 神奈川県 | 167cm | 2014年2月22日      | 元リーダー                                                           |
| 竹田愛 たけだ めぐみ       | 1988年6月3日（37歳）   | 大阪府   | 165cm | 2014年2月22日      |                                                                      |
| 桐川りさ きりかわ りさ     | 1991年6月29日（34歳）  | 岐阜県   | 163cm | 正式アナウンスなし |                                                                      |
| 平田明海 ひらた あけみ     | 1989年9月8日（35歳）   | 埼玉県   | 162cm | 正式アナウンスなし |                                                                      |
| 岡村明奈 おかむら あきな   | 1986年12月26日（38歳） | 山口県   | 160cm | 2019年2月2日       | ジェンガール・もちとちーず                                           |
| 林弓束 はやし ゆづか       | 1987年1月25日（38歳）  | 滋賀県   | 161cm | 2019年2月2日       | 元アスパラベーコン（お笑い）                                         |
| 青山玲子 あおやま れいこ   | 1987年3月3日（38歳）   | 北海道   | 165cm | 2019年2月2日       |                                                                      |
| 松本ルナ まつもと るな     | 1990年1月23日（35歳）  | 奈良県   | 164cm | 2019年2月2日       | パセリーズ、2016年4月29日 - 10月10日活動休止                         |
| あのん                     | 1999年2月5日（26歳）   | 大阪府   | 168cm | 2021年4月7日       | レプタイルズワールド2019 イメージガール、2020 ITOCHU ENEX IMPUL LADY |

## 作品
順位はオリコン週間ランキング最高位
。

### シングル
| #  | タイトル             | 発売日         | 順位  |
| -- | -------------------- | -------------- | ----- |
| 1  | Dia Love             | 2011年1月26日  | 166位 |
| 2  | Dream Of Love        | 2011年7月20日  | 114位 |
| 3  | ハニーB              | 2011年11月23日 | 040位 |
| 4  | Crazy Cat            | 2013年4月17日  | 029位 |
| 5  | Hey Now!!            | 2013年8月27日  | 024位 |
| 6  | 壊れた愛の果てに     | 2014年8月6日   | 006位 |
| 7  | 美しき孤独たち       | 2014年12月17日 | 003位 |
| 8  | 満たしてアモーレ     | 2015年8月26日  | 009位 |
| 9  | 刹那の夜の中で       | 2016年1月27日  | 009位 |
| 10 | 禁断のマスカレード   | 2017年1月25日  | 009位 |
| 11 | ヌーベルキュイジーヌ | 2017年6月21日  | 010位 |
| 12 | Ms.Frontier          | 2017年10月25日 | 011位 |
| 13 | カーテンコール       | 2018年8月22日  | 013位 |
| 14 | NAKED                | 2019年6月12日  | 011位 |
| 15 | シャララ・ナイアガラ | 2019年11月6日  | 005位 |
| 16 | 東京マドンナ         | 2020年9月23日  | 009位 |
| 17 | 硝子のアンブレラ     | 2021年8月4日   | 011位 |
| 18 | DRESS                | 2022年2月23日  | 002位 |

### 配信シングル
| # | タイトル | 発売日         |
| - | -------- | -------------- |
| 1 | AS ONE   | 2020年11月23日 |

### アルバム
| # | タイトル                   | 発売日         | 順位  |
| - | -------------------------- | -------------- | ----- |
| 1 | Invitation                 | 2012年3月28日  | 077位 |
| 2 | Escort me?                 | 2012年12月12日 | 167位 |
| 3 | 孤高のダリアにくちづけを   | 2015年2月18日  | 023位 |
| 4 | 白夜のヴィオラにいだかれて | 2016年6月22日  | 016位 |
| 5 | ファビュラス               | 2018年2月14日  | 010位 |
| 6 | 10ct                       | 2021年1月27日  | 018位 |

### ベスト・アルバム
| # | タイトル                               | 発売日         | 順位  |
| - | -------------------------------------- | -------------- | ----- |
| 1 | Best of predia 2010-2013 〜Reception〜 | 2014年4月9日   | 300位 |
| 2 | Best of predia "THE ONE"               | 2018年12月19日 | 026位 |
| 3 | DIAMOND                                | 2022年05月25日 | 011位 |

### ライブ・アルバム
| # | タイトル                                                    | 発売日         |
| - | ----------------------------------------------------------- | -------------- |
| 1 | predia Acoustic Live 2013.4.7 at UENO STORE HOUSE           | 2013年5月3日   |
| 2 | predia Acoustic party 2013.8.24 at SHIBUYA Mt. RAINIER HALL | 2013年11月10日 |

### 映像作品
| # | タイトル                                                      | 発売日        |
| - | ------------------------------------------------------------- | ------------- |
| 1 | predia LIVE DVD SHIBUYA-AX PARTY ON MAY 3, 2013               | 2013年10月7日 |
| 2 | predia tour "THE ONE" FINAL ～Supported By LIVE DAM STADIUM～ | 2019年6月12日 |

## ライブ・イベント

### ワンマンライブ
2011年
- 9月19日、pre-dia 1st party・渋谷WWW
- 10月22日、pre-dia 2nd party・morph tokyo（2回公演）
- 11月20日、pre-dia 3rd party・SHIBUYA REX

2012年
- 1月14日、predia 4th party・Shibuya O-West
- 2月25日、predia 5th party・Mt.RAINIER HALL SHIBUYA（2回公演）
- 4月15日、predia 6th party・新宿BLAZE
- 7月22日、predia 7th party・Mt.RAINIER HALL SHIBUYA
- 8月11日、predia 浴衣パーティー・Mt.RAINIER HALL SHIBUYA
- 8月24日、predia party・morph tokyo
- 9月17日、predia party・morph tokyo
- 10月19日、predia HALLOWEEN party・初台DOORS
- 11月3日、predia party・初台DOORS
- 11月23日、predia 2nd Anniversary party・初台DOORS
- 12月5日、predia party・初台DOORS
- 12月24日、predia XMAS party・恵比寿ガーデンルーム

2013年
- 1月12日、predia party・初台DOORS
- 2月2日、predia Valentine party〜episode1〜・Shibuya O-West
- 2月11日、predia Valentine party〜episode2〜・初台DOORS
- 3月23日、predia party・Mt.RAINIER HALL SHIBUYA（2回公演）
- 5月3日、predia party・SHIBYA AX
- 6月9日、predia party・Mt.RAINIER HALL SHIBUYA
- 7月14日、predia 浴衣パーティー・初台DOORS
- 8月10日、predia private party・初台DOORS
- 8月24日、predia party・Mt.RAINIER HALL SHIBUYA
- 9月15日、predia private party・初台DOORS
- 10月14日、predia party・Mt.RAINIER HALL SHIBUYA（2回公演）
- 11月10日、predia party・Mt.RAINIER HALL SHIBUYA
- 11月29日、predia 3rd Anniversary party・下北沢GARDEN
- 12月30日、predia party FINAL 2013→2014 supported by 生メール・Mt.RAINIER HALL SHIBUYA

2014年
- 1月18日、predia party・Mt.RAINIER HALL SHIBUYA
- 2月22日、predia party "The graduation party of Terumi & Megumi"・Shibuya O-West
- 3月30日、predia party・Mt.RAINIER HALL SHIBUYA
- 4月29日、predia party・O-West
- 5月24日、predia party・Mt.RAINIER HALL SHIBUYA
- 7月12日、predia party・club asia
- 8月10日、predia party・Mt.RAINIER HALL SHIBUYA
- 9月15日、predia party・Mt.RAINIER HALL SHIBUYA
- 11月23日、predia 4th Anniversary party・新宿ReNY
- 12月28日、predia party・新宿ReNY

2015年
- 1月31日、predia party・新橋ヤクルトホール
- 7月4日、predia party・東京キネマ倶楽部
- 8月30日、predia 浴衣パーティー・SHIBUYA CLUB QUATTRO
- 10月12日、predia party for funclub・Mt.RAINIER HALL SHIBUYA（2回公演）
- 12月29日、predia 5th Anniversary party・ZEPP TOKYO

2016年
- 5月1日、predia party for fanclub 〜fan's choice vol.1-2〜・Mt.RAINIER HALL SHIBUYA（2回公演）

2018年
- 5月23日、predia "THE SHOW" day.1・Mt.RAINIER HALL SHIBUYA PLEASURE PLEASURE
- 6月20日、predia "THE SHOW" day.2・Mt.RAINIER HALL SHIBUYA PLEASURE PLEASURE
- 7月22日、predia "VR SHOW"・DMM VR THEATER (FC限定ライブ)
- 7月26日、predia "THE SHOW" day.3・Mt.RAINIER HALL SHIBUYA PLEASURE PLEASURE
- 8月11日、predia "THE SHOW" OSAKA・YES THEATER
- 8月19日、predia "SUMMER ACOUSTIC"・OTODAMA SEA STUDIO
- 9月1日、DMM VR THEATER presents Future LIVE～複合現実～vol.4・DMM VR THEATER

2019年
- 3月9日、predia 新体制初公演・ヒューリックホール東京
- 5月6日、predia"品川ステラボール"・品川ステラボール
- 7月16日、predia "THE LIVE"・Mt.RAINIER HALL SHIBUYA PLEASURE PLEASURE
- 8月29日、predia"THE LIVE" day2・Mt.RAINIER HALL SHIBUYA PLEASURE PLEASURE

2020年
- 1月20日、predia presents "Acoustic LIVE"・Mt.RAINIER HALL SHIBUYA PLEASURE PLEASURE(昼公演) 
       　　  predia presents "THE LIVE 2020" day1・Mt.RAINIER HALL SHIBUYA PLEASURE PLEASURE(夜公演)
- 2月1日、predia presents "THE LIVE 2020" day2・Mt.RAINIER HALL SHIBUYA PLEASURE PLEASURE(昼夜2回公演)
- 3月8日、predia presents "THE LIVE 2020" day3・Mt.RAINIER HALL SHIBUYA PLEASURE PLEASURE(昼夜2回公演)
※新型コロナウイルス感染症の影響で開催中止
- 7月5日、predia Outdoor Live " No more 3Cs!! "・WILD MAGIC[34]
- 7月18日、predia Outdoor Live " No more 3Cs!! " vol.2・WILD MAGIC
- 8月8日、predia Outdoor Live " No more 3Cs!! " vol.3・WILD MAGIC
- 9月21日、predia Outdoor Live " No more 3Cs!! " vol.4・WILD MAGIC
- 10月24日、predia Outdoor Live " No more 3Cs!! " vol.5・WILD MAGIC
- 11月28日、predia 10th Anniversary Live ～AS ONE～・TSUTAYA O-EAST(昼夜2回公演)

2021年
- 3月14日、predia "THE LIVE 2021"・SHIBUYA PLEASURE PLEASURE(昼夜2回公演)
- 4月29日、predia "THE LIVE 2021 vol2"・SHIBUYA PLEASURE PLEASURE(昼夜2回公演)
- 5月30日、predia "THE LIVE 2021 vol3"・SHIBUYA PLEASURE PLEASURE(昼夜2回公演)

### ツアー
predia tour 2015
- 4月25日、大阪・RUIDO OSAKA 2回公演）
- 4月26日、名古屋・RAD HALL
- 5月6日、東京・新宿BLAZE

predia tour 2015 Vol.2
- 8月22日、大阪・ESAKA MUSE（2回公演）
- 8月23日、名古屋・JAMMIN'（2回公演）
- 8月30日、東京・SHIBUYA CLUB QUATTRO

predia 名阪LIVE （2015年）
- 11月21日、名古屋・ライブホールM.I.D（2回公演）
- 11月22日、大阪・Flamingo the Arusha（2回公演）

predia tour 2016 predia party
- 3月5日、大阪・YES THEATER 2回公演）
- 3月20日、東京・ラフォーレミュージアム原宿（2回公演）

predia 白夜のヴィオラにいだかれて release tour (2016年）
- 6月11日、名古屋・MID（2回公演）
- 6月12日、大阪・YES THEATER
- 7月10日、東京・品川club eX（2回公演）

predia 6th Anniversary tour（2016年）
- 10月10日、東京・読売新聞東京本社#よみうり大手町ホール|よみうり大手町ホール（2回公演）
- 10月22日、名古屋・Electric Lady Land|E.L.L
- 10月29日、大阪・ESAKA MUSE
- 11月13日、埼玉・HEAVEN'S ROCK 熊谷VJ-1
- 11月23日、千葉・柏PALOOZA
- 12月28日、東京・Zepp Tokyo

predia release tour 2017 〜ワインとかけて、女と解く。その心は〜（2017年）
- 4月16日、千葉・柏PALOOZA（2回公演）
- 4月30日、仙台・CLUB JUNKBOX（2回公演）
- 5月3日、福岡・BEAT STATION（2回公演）
- 5月5日、大阪・ESAKA MUSE（2回公演）
- 5月6日、名古屋・SPADE BOX（2回公演）
- 6月10日、高崎・club FLEEZE（2回公演）
- 7月2日、東京・赤坂BLITZ

predia 7th Anniversar Tour（2017年）
- 9月16日、宮城・SENDAI CLUB JUNK BOX（2回公演）
- 9月24日、福岡・BEAT STATION（2回公演）
- 10月7日、大阪・ESAKA MUSE（2回公演）
- 10月8日、愛知・SPADE BOX（2回公演）
- 10月15日、埼玉・HEAVEN'S ROCK さいたま新都心 VJ-3（2回公演）
- 11月12日、北海道・cube garden（2回公演）
- 11月23日、東京・日本青年館ホール

predia tour 2018 "Fabulous"（2018年）
- 2月3日、千葉・柏PALOOZA（2回公演）
- 2月25日、愛知・NAGOYA CLUB QUATTRO
- 3月11日、神奈川・新横浜NEW SIDE BEACH !!（2回公演）
- 3月21日、宮城・仙台darwin
- 3月24日、大阪・umeda TRAD
- 4月7日、香川・高松MONSTER
- 4月8日、福岡・福岡INSA
- 4月30日、東京・マイナビBLITZ赤坂

predia tour THE ONE （2018年）
- 9月9日、福岡・BEAT STATION
- 9月17日、千葉・柏PALOOZA（2回公演）
- 10月21日、北海道・cube garden
- 10月27日、愛知・名古屋CLUB QUATTRO
- 10月28日、大阪・umeda TRAD
- 11月24日、宮城・SENDAI CLUB JUNK BOX
- 11月25日、埼玉・HEAVEN'S ROCK さいたま新都心 VJ-3
- 12月2日、東京・ヒューリックホール東京 ※セミファイナル公演
- 2019年2月2日、東京・TOKYO DOME CITY HALL ※ツアーファイナル

predia 9th anniversary tour 2019 [SHINKA] （2019）
- 9月1日、神奈川・新横浜NEW SIDE BEACHI!!
- 9月22日、宮城・仙台MACANA
- 9月28日、愛知・RAD HALL
- 9月29日、大阪・ESAKA MUSE
- 10月19日、埼玉・HEAVENS ROCK さいたま新都心 VJ-3
- 11月24日、神奈川・関内ホール

### night show!!
2012年
- 8月25日、predia オールナイトイベント・morph tokyo

2013年
- 11月11日、生メールpresents predia night show !! vol.01〜今夜は酔っちゃってもいいかなぁ?〜・SHOWER LOUNGE PLUS
- 12月31日、predia night show !! vol.02〜年末だし酔いすぎちゃってもいいかなぁ!?〜 supported by 生メール・SHOWER LOUNGE PLUS

2014年
- 4月29日、predia night show !! vol.03 〜今宵は酔っ払っちゃってもいいかなぁ?〜・青山velours（18:30〜22:30の時間で開催）
- 6月29日、predia night show !!  vol.04・吉祥寺CLUB SEATA
- 10月18日、predia night show !! vol.05・吉祥寺CLUB SEATA

2015年
- 3月7日、predia night show !! vol.06・吉祥寺CLUB SEATA
- 9月18日、predia night show !! vol.07・吉祥寺CLUB SEATA

2016年
- 5月21日、predia night show !! vol.08・パセラリゾーツ グランデ渋谷店

2017年
- 2月4日、predia night show !!vol.09・パセラリゾーツ グランデ渋谷店
- 12月16日、predia night show !! vol.10・duo MUSIC EXCHANGE

2018年
- 6月30日、predia night show !!  vol.11 ～大人アイドルと夏～・duo MUSIC EXCHANGE

2019年
- 12月20日、predia night show !!  vol.12・duo MUSIC EXCHANGE

## 出演

### テレビ
- 情報満喫バラエティ 週末にしたい10のこと!（2012年1月 - 2012年9月28日、日本テレビ） - 出演：青山玲子・竹田愛・村上麻莉奈。
- アイドルの穴〜日テレジェニックを探せ!〜（2012年4月 - 、日本テレビ） - 出演：桜子・與坂唯。
- ヨガ5（2013年4月 - 、NHK BS1） - 出演：村上瑠美奈・竹田愛。
- PASSPO☆の尺うまTV（2013年8月17日 - 2013年9月28日、テレビ東京）
- アイドル☆リーグ!（2013年11月21日、日本テレビ）
- ジローラモのチんクえTV（2014年4月5日 - 2014年6月28日 、名古屋テレビ放送） - 出演：青山玲子・林弓束・桜子。
- ジェンガの達人（2014年8月2日 - 2015年9月、千葉テレビ放送・テレビ神奈川）- 出演：岡村明奈・桜子・青山玲子。
- 東京アイドル戦線「predia 大人アイドルとセクシーロケ!?」(2018年2月9日、テレビ東京)

### ラジオ
- prediaのラジoh!party（2012年4月17日 - 2013年9月27日、セントラルミュージック）
- prediaのお耳を感じさせちゃうぞラジオ（2013年10月14日 - 2014年3月31日、ニワンゴ）
- GIRLS♥GIRLS♥GIRLS =RED ZONE=「prediaのR指定」（2016年4月6日 - 2017年3月31日、FM-FUJI）
- So hot predia  (2019年9月5日 - 2020年2月27日、ラジオ成田）

### ネット
- 20-dia（2011年4月6日 - 2012年3月21日、あっ!とおどろく放送局）
- 秘密のパーリ☆ナイッ!（2011年8月22日 - 2012年4月23日、DMM.comライブトーク）
- predia 大人のしゃべり場へようこそ（2012年11月1日 - 2015年3月5日 、アメーバスタジオ）
- prediaの大人のオモチャ箱　（2014年4月15日 - 2019年7月25日、SHOWROOM）[59]